# Hajvazi
Hajvazi (cyr. Хајвази) – wieś w Bośni i Hercegowinie, w Republice Serbskiej, w gminie Osmaci. W 2013 roku liczyła 504 mieszkańców.